# Layer Breton
Layer Breton – wieś w Anglii, w hrabstwie Essex, w dystrykcie Colchester. W 2001 miejscowość liczyła 296 mieszkańców.